# San Luis kommun, Comayagua
San Luis är en kommun i Honduras.   Den ligger i departementet Departamento de Comayagua, i den centrala delen av landet, 80 km norr om huvudstaden Tegucigalpa. Antalet invånare är 7 201. Arean är 122 kvadratkilometer.
Terrängen i San Luis är kuperad.